# Vukašin Mandrapa
Vukašin Mandrapa (cirill írással: Вукашин Мандрапа, ortodox szentként Klepci Szent Vukašin szerbül: Свети Вукашин из Клепаца, Klepci, Čapljina mellett, ? – Jasenovaci koncentrációs tábor, 1942 vagy 1943) a szerb ortodox egyház szentje és vértanúja. Vukašin mint történelmi személy létezése és mártíromsága vitatott és állítólag csak legenda. A Vukašinról szóló információk nyilvánvalóan kizárólag Nedo Zec (1899-1971) jugoszláv kommunista funkcionárius 1961-ben elmondott történetéből származnak. Vukašin állítólag Petar Brzica ún. „ölőversenyének” lett az áldozata, amelyre állítólag 1942. augusztus 29-én került sor.

## Élete
Vezetékneve és születési helye vitatott. Több forrás azt állítja, hogy a vezetékneve valójában Toholj volt, egyesek pedig azt állítják, hogy nem Klepci, hanem Lokve községből származott. Halálának éve is vitatott, hiszen 1942 vagy 1943 lehet. Az egyik történet szerint Vukašin földműves és kereskedő volt, aki Klepciben született. Családjával Szarajevóban élt, majd visszatért Klepcibe, de letartóztatták, és a Független Horvát Állam jasenovaci haláltáborába küldték. Mandrapát 2007-ben a Szerb Kutatási Alap a jasenovaci népirtás áldozatai közé sorolta. 
A Jasenovacban fogva tartott Nedo Zec neuropszichiáter 1970-ben tett tanúvallomása szerint Mandrapát egy horvát usztasa, Friganović (keresztnevén Josip vagy Mile) emelte ki, aki a kényszermunka napjaiban és a rabok éjjeli lemészárláskor megfigyelte sztoikus viselkedését. Friganović állítólag megpróbálta rákényszeríteni Mandrapát, hogy áldja meg Ante Pavelićet a Független Horvát Állam vezetőjét, amit Mandrapa nem volt hajlandó megtenni, még azután sem, hogy Friganović állítólag minden egyes elutasítás után levágott belőle egy darabot. Előbb fülét és az orrát, majd állítólag kivágta Mandrapa szemét, kitépte a szívét, és elvágta a torkát. Ennek az incidensnek állítólag egy másik rab is tanúja volt.

## A legenda
Vukašin haláláról1961-ben Nedo Zec neurológus számolt be először. Riportjának címe Vukašin állítólagos kijelentése a halála előtt: „Radi ti, dijete, svoj posao!” (Tedd a dolgodat, gyermekem!). Ezután további publikációk következtek 1969-ben, 1970-ben, 1971-ben, 1973-ban, valamint Jugoszlávia 1992-es felbomlása során. Zec arról számolt be, hogy 1943 januárjában a koncentrációs tábor parancsnokának, Ivica Matkovićnak az utasítására neurológusként egy, a koncentrációs tábor őreinek vizsgálatára újonnan alakult orvosi bizottsághoz tartozott. Az usztasa Mile Friganović ittas állapotban mondta neki a következőket:
Miközben a legnagyobb extázisban voltam, véletlenül oldalra néztem, és ott láttam egy idős parasztot, aki érthetetlen békével állt, és nyugodtan nézte, ahogy lemészárolom a kínban vonagló áldozataimat. Ez a pillantása valahogy megdöbbentett: úgy tűnt számomra, mintha hirtelen megkövültem volna a legnagyobb extázistól, és egy ideig nem tudtam szabadulni tőle. Aztán odamentem ahhoz a paraszthoz, és megtudtam tőle, hogy ő egy bizonyos Vukašin a Čapljina melletti Klepaca faluból, akinek a feleségét meggyilkolták, őt pedig Jasenovacba küldték. Mindezt olyan kifürkészhetetlen nyugalommal mondta, ami jobban megérintett, mint a körülöttünk lévő szörnyű nyavalygás. Őt figyelve és hallgatva hirtelen vágyat éreztem arra, hogy a legvadabb kínzásokkal megtörjem békéjét és nyugalmát, és helyreállítsam az elragadtatást, amit a kínokban, a fájdalmakban és a gyilkolási vágyban éreztem.

Kiemeltem és az egyik csonkra állítottam. Megparancsoltam neki, hogy kiabálja: Éljen Pavelić főnök, ha ezt nem mondja, levágom a fülét. Vukašin hallgatott. Letéptem a fülét. Nem szólt egy szót sem. Megint mondtam neki, hogy kiabálja: Éljen Pavelić, különben letépem a másik fülét is. Még mindig hallgatott, és én a másik fülét is letéptem. Üvöltöttem: Kiáltsd éljen Pavelić, különben letépem az orrodat. És amikor negyedszer parancsoltam neki, hogy felkiáltson: Éljen Pavelić, és azzal fenyegetőztem, hogy egy késsel kiveszem a szívét a mellkasából, rám nézett, valahogy átnézett rajtam a bizonytalanságba, lassan és határozottan odavetette: Radi ti, dijete, svoj posao! (Tedd a dolgodat, gyermekem!) Ezek az utolsó szavai teljesen megijesztettek, felugrottam és kivájtam a szemét, kivágtam a szívét, fültől fülig elvágtam a torkát, és a lábaimmal a gödörbe rúgtam. De aztán bennem is eltört valami, és azon az éjszakán már nem tudtam mészárolni. Pero Brzica nyert, mert 1350 rabot mészárolt le, én pedig szó nélkül kifizettem a fogadott összeget.
Különböző szerb forrásokból származó ellentmondásos kutatások szerint Vukašin vagy a Toholj (Тохољ) vagy a Mandrapa (Мандрапа) családnevet viselte. A Szerb Ortodox Egyház Püspöki Szinódusának rendes ülésén 1998-ban Vukašint hitvallóként felvették a Szerb Ortodox Egyház nómenklatúrájába, és szentté avatták.

## Kritikák
Nedo Zec, aki Vukašinból számolt be, a második világháború után a Bosznia-Hercegovinai Népköztársaság első egészségügyi minisztere, valamint a Szarajevói Orvostudományi Egyetem Orvosi Karán az Ideg- és Mentális Betegségek Klinikájának alapítója és első vezetője lett, amely korábban szintén az ő nevét viselte. Kommunista tevékenysége miatt Zec 1942 és 1943 között a jasenovaci koncentrációs tábor foglya volt. Zec beszámolójában elmondja, hogy 1943 januárjában a koncentrációs tábor parancsnokának, Ivica Matkovićnak az utasítására neurológusként egy újonnan alakult, a koncentrációs tábor őreit vizsgáló orvosi bizottsághoz tartozott.
Nedo Zec története erről a „gyilkolóversenyről” és a meggyilkolt Vukašinról kétséges. Aleksandar Pražić szerb filozófus szerint a narratívát Zec találta ki a jugoszláv kommunisták számára abból a célból, hogy minden gyanú felett álljon, hiszen nagyrészt szabad emberként mozoghatott a táborban. Pražić kritikájában a következőket írja:
Először is, miért lennének pszichés problémái az usztasáknak a szerbek likvidálásában való részvételük miatt?... De még ha ez így is lenne, hiányoztak-e annyira a horvát államban a saját népből származó pszichiáterek, akik megfelelően segíteni tudtak volna ott, ahol a papok kudarcot vallottak, hogy elit harcosaiknak mentális egészségét, akár magukat, vagy a horvát hadsereg egészségét a gyűlölt kisebbség tagjainak gondjaira bízták?... Ha szerbek százezreit likvidálták Jasenovacon, nem lett volna nehéz eltávolítani egy ilyen kényelmetlen tanút, mint Nedeljko Zec?... De még ha meg is engedjük, hogy minden így történt, bár a józan ész azt mondja, hogy mindez merő nonszensz, felvetődik a kérdés, hogy lehet-e néhány óra alatt lemészárolni ezeregyszáz embert... Tehát ezek mind ostobaságok, amelyeket értelmes ember nem tud elhinni, és ha elhiszi, akkor bizonyosan irracionális vakságról van szó... Ugyanakkor bizonyosan nem volt olyan fantáziadús, hogy kitaláljon egy ilyen epizódot, hogy egy szerb azt mondja a hentesnek: Tedd a dolgodat, gyermekem!
Ivo Rendić-Miočević horvát történész kifogásolja, hogy ennek az „ölőversenynek” csak Zec volt a szemtanúja, ráadásul ilyen sok év eltelte után lehetetlen szó szerint reprodukálni egy beszélgetést. Vukašin nem történelmi személy, és csak 2007-ben került fel Jasenovac áldozatainak listájára, miután Marko Ručnov szerb író egy könyvében (2004) bizonyítatlanul tulajdonította Vukašinnak a Mandrapa vezetéknevet, még a családnév és a származási hely megnevezése nélkül is. Filip Škiljan horvát akadémikus Sabrina P. Ramet által szerkesztett Logorski sustav Jasenovac: konroverze (Vitatott kérdések Jasenovacról) című munkájában rámutat arra, hogy Vukašin nem szerepel a jasenovaci vagy a stara gradiška tábor áldozatainak listáján.

## Ünnepe
Vukašin ünnepe a szerb ortodox egyházban május 16, (a Gergely-naptár szerint május 29.), mely szentté avatásának napja. A Szerb Ortodox Egyház más úgynevezett „új mártírjaival” együtt, akik állítólag a jasenovaci koncentrációs táborban haltak meg, őt is ünneplik augusztus 31-én (szeptember 13-án).
A troparionban, a szerb ortodox liturgiában ez az ima áll:
| „                      | Hercegovinai Vukasin, Új szerb hitvalló, Ki a jasenovaci táborban, Krisztusért szenvedtél, Amikor a kínzód megvágott késsel, Te szelíden szóltál hozzá: „Te, gyermekem, csak tedd a magad dolgát!” mert Krisztus örök életet adott nekünk. Imádkozz hozzá vértanú, mindenki Megváltójához, hogy ortodox fajunkat megmentse. | ” |
| – Ima Szent Vukašinhoz | |   |

## Film
Az „ölőversenyt” és Vukašin állítólagos mártíromságát egy 2020-ban készített szerb történelmi dráma, a „Дара из Јасеновца” (Dara iz Jasenovca, magyarul Jasenovaci Dara) vitte filmre Predrag Antonijević rendezésében.

## Fordítás
Ez a szócikk részben vagy egészben  a   Vukašin Mandrapa című angol Wikipédia-szócikk ezen változatának fordításán alapul.  Az eredeti cikk szerkesztőit annak laptörténete sorolja fel. Ez a jelzés csupán a megfogalmazás eredetét és a szerzői jogokat jelzi, nem szolgál a cikkben szereplő információk forrásmegjelöléseként.
Ez a szócikk részben vagy egészben  a   Vukašin (heiliger) című német Wikipédia-szócikk ezen változatának fordításán alapul.  Az eredeti cikk szerkesztőit annak laptörténete sorolja fel. Ez a jelzés csupán a megfogalmazás eredetét és a szerzői jogokat jelzi, nem szolgál a cikkben szereplő információk forrásmegjelöléseként.